# Červený Hrádek
Červený Hrádek (en alemán: Rothenburg; literalmente «Castillo Rojo») es una localidad situada en el distrito de Jindřichův Hradec, en la región de Bohemia Meridional, República Checa. Tiene una población estimada, a principios del año 2022, de 196 habitantes.
Está ubicada al este de la región, al sur de la ciudad de Praga, al oeste de Brno y cerca de la frontera con Austria y con la región de Vysočina.